# بار رنگ
در فیزیک ذرات، بار رنگ یک خصوصیت کوارک‌ها و گلوئون‌هاست که مرتبط با نیروی هسته‌ای قوی در کرومودینامیک کوانتومی (QCD) است. بار رنگ مشابه بار الکتریکی است و از قانون پایستگی پیروی می‌کند ولی به علت پیچیدگی‌های ریاضی کرومودینامیک کوانتمی مباحث زیادی برای آن وجود دارد.
بار رنگ در میان گلوئون‌ها و کوارک کاملاً با مفهوم رنگ متفاوت است، برای اینکه در ابعاد کوچکتر از هسته اتم مفهوم رنگ کاملاً بی‌معنی است. انتخاب کلمه رنگ برای آن به این دلیل بود که با مفهوم رنگ‌های بنیادین در نور مشابه درآید: قرمز، سبز و آبی گونه دیگر آن نیز به صورت «قرمز، زرد و آبی» است
تمام رنگ‌ها می‌توانند با یکدیگر یا رنگ مکمل آنها ترکیب شوند. در صورتی که هر سه رنگ در یک ذره وجود داشته باشند آن ذره بی‌رنگ یا سفید نامیده می‌شود (مشابه آنکه اگر در یک ذره به یک اندازه بار مثبت و منفی وجود داشته باشد آن ذره خنثی تلقی می‌شود). ذرات برای خود پادذره دارند و بنابرین ذراتی که رنگ قرمز، سبز یا آبی دارند پادذره آنها رنگی (به ترتیب) پادقرمز، پادسبز یا پادآبی خواهد داشت.
همه باریون‌ها بی‌رنگ (یا سفید) هستند بدین‌گونه که سه کوارک تشکیل دهنده هر کدام یک رنگ دارد. مزون‌ها که شامل یک کوارک و یک پادکوارک هستند نیز بی‌رنگند بدین گونه رنگ کوارک و پادکوارک یکی است و این دو همدیگر را خنثی می‌کنند.
اولین بار این نماد در ۱۹۶۴ توسط اسکار وی گرینبرگ پیشنهاد شد تا از نقض اصل طرد پائولی در خود هادرون‌ها جلوگیری کند.

## نگارخانه